# Ritsuo Hosokawa

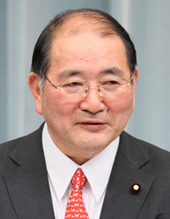
Ritsuo Hosokawa

Ritsuo Hosokawa (jap. 細川 律夫, Hosokawa Ritsuo; * 8. August 1943 in Gohoku (heute: Ino), Präfektur Kōchi) ist ein ehemaliger japanischer Politiker der Demokratischen Partei, ehemaliger Abgeordneter im Shūgiin, dem Unterhaus, für den 3. Wahlkreis Saitama und war von September 2010 bis September 2011 Minister für Gesundheit, Arbeit und Soziales.
Hosokawa schloss 1966 sein Rechtsstudium an der Meiji-Universität ab, später folgte die Anwaltsprüfung. 1974 wurde er bei der Anwaltskammer Saitama registriert. 1981 eröffnete er eine Anwaltskanzlei in Koshigaya im Osten Saitamas, für die er auch nach seinem Eintritt in die Politik aktiv war. Bei der Shūgiin-Wahl 1983 bewarb er sich im dreimandatigen Wahlkreis Saitama 4, zu dem auch Koshigaya gehörte, für die Sozialistische Partei Japans (SPJ) erstmals um ein Mandat, landete aber hinter einem Kōmeitō- und drei LDP-Kandidaten nur auf Platz fünf. Im zweiten Anlauf bei den Wahlen 1986, bei denen der Wahlkreis ein Mandat mehr erhielt, verfehlte er den vierten Platz um rund 2.000 Stimmen. Erst im dritten Versuch 1990 wurde er Abgeordneter, wobei er mit über 200.000 Stimmen Top tōsen, also die Wahl mit den meisten Stimmen unter den Wahlkreiskandidaten erreichte. Er wurde danach sechsmal in Folge wiedergewählt, nach der Wahlrechtsreform von 1994 im neuen Einzelwahlkreis Saitama 3 bzw. im Verhältniswahlblock Nord-Kantō.
1996 beteiligte sich Hosokawa an der Gründung der Demokratischen Partei, im Dezember desselben Jahres übernahm er den Vorsitz des Präfekturverbandes Saitama. Später war er unter anderem als Verantwortlicher für Nord-Kantō Mitglied des Vorstandes und gehörte mehreren Schattenkabinetten von Yukio Hatoyama und Ichirō Ozawa an, zuletzt 2009 als „der nächste Justizminister“. Im Shūgiin führte er von 1999 bis 2000 den Vorsitz im Umweltausschuss, 2005 war er Minderheitsführer im Haushaltsausschuss. Intensiv beschäftigte er sich mit der Situation ausländischer Arbeiter in Japan und arbeitete während des „verdrehten Parlaments“ 2009 mit Regierungsvertreter Yasuhisa Shiozaki (LDP) an einem Gesetzentwurf zur verschärften Bekämpfung illegaler Einwanderung. Er ist außerdem ein Befürworter des Kommunal- und Präfekturwahlrechts für Ausländer.
Nach dem demokratischen Wahlsieg bei der Shūgiin-Wahl 2009, bei der Hosokawa selbst seinen Wahlkreis mit einem deutlichen Ergebnis von Hiroshi Imai (LDP) zurückgewann, wurde er in der Regierung von Yukio Hatoyama als Staatssekretär (fuku-daijin, „Vizeminister“) ins Sozialministerium berufen. Im September übernahm er im umgebildeten Kabinett von Naoto Kan den Ministerposten von Akira Nagatsuma, den er bis zum 2. September 2011 innehielt.
Bei der Shūgiin-Wahl 2012 wurde Hosokawa nach 22 Jahren als Abgeordneter abgewählt: Den 3. Wahlkreis Saitama verlor er an Hitoshi Kikawada (LDP) und erzielte mit seiner – gemessen am verheerenden Abschneiden von Kandidaten der Demokratischen Partei insgesamt – relativ knappen Wahlkreisniederlage den fünften Rang auf der Liste der Demokraten in Nord-Kantō. Da die Partei dort mit 15,1 % der Verhältniswahlstimmen nur drei der 20 Verhältniswahlmandate gewann (2009 waren es 42,1 % und zehn Sitze), genügte das nicht zu einer Wiederwahl über den Block. 2014 kandidierte er noch einmal erfolglos und erklärte anschließend seinen Rückzug aus der aktiven Politik.